# Högby fyr

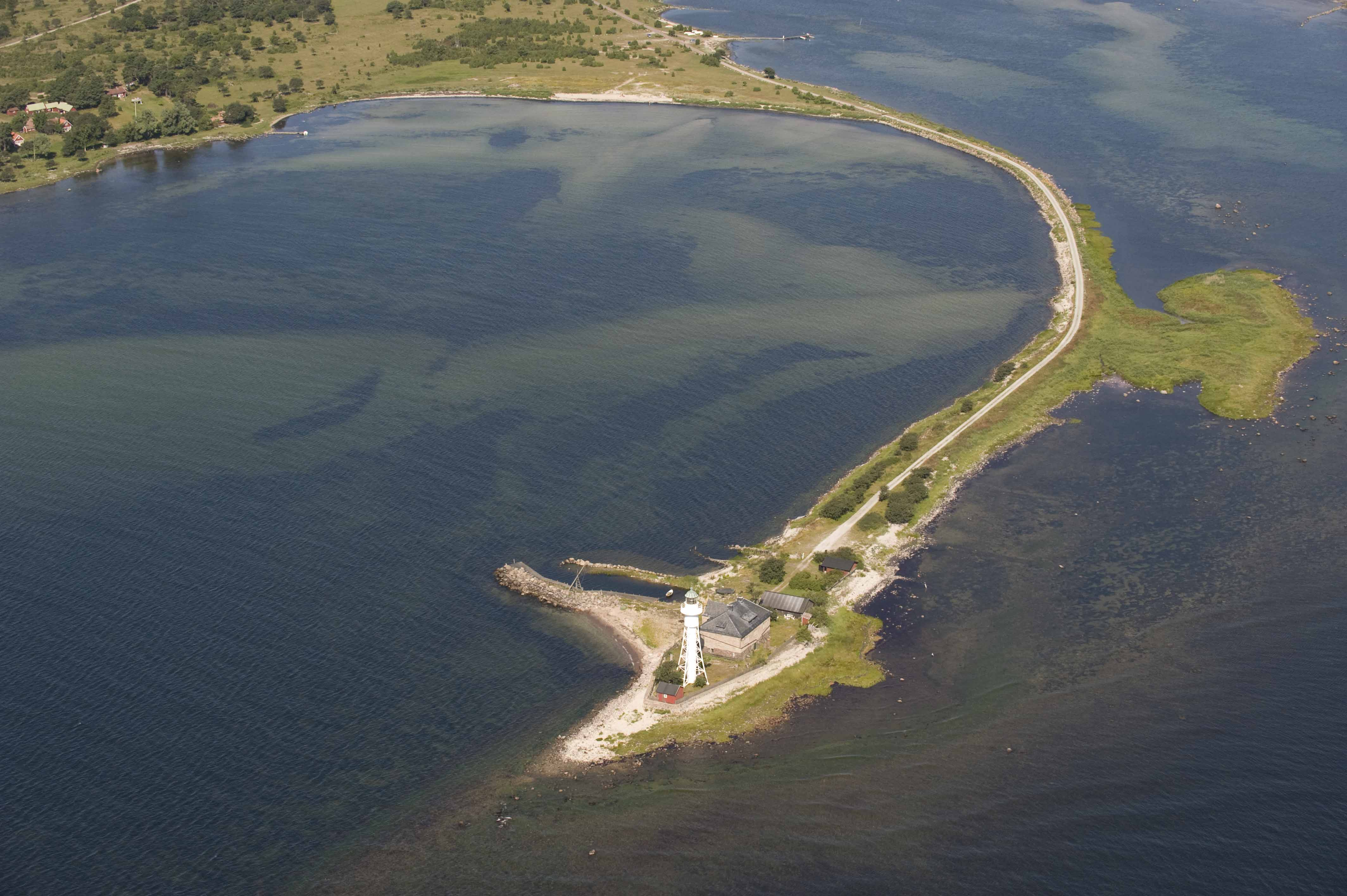
Högby udde

Högby fyr är en fyrplats belägen på en udde cirka tre kilometer öster om Löttorp på norra Öland. Fyren och det intilliggande bostadshuset är statligt byggnadsminne sedan den 14 december 1978.
Den tidigare fyrvaktarbostaden och fyren uppfördes 1898 efter ritningar av Johan Höjer. 
Bostadshuset är uppfört av tegel. Källarvåningens fasader är klädda med arbetad granit, huggen på Blå Jungfrun. I övrigt är fasaderna klädda med huggen kalksten. Taket är täckt med svart skiffer. Huset är sedan 1976 i privat ägo.
Fyren är byggd i järn och vitmålad. Konstruktionen är unik för Sverige och är byggd på Bergsunds Mek. Verkstad. Fyren hade innan den monterades upp på udden visats på Allmänna konst- och industriutställningen i Stockholm 1897.  Sjöfartsverket äger och driver fyrtornet.
Fyrtornet var från början utrustat med en roterande Fresnel-lins av tredje storleken som drevs av ett urverk med lod. Fyrljuset kom från en fotogenlampa. Denna uppdaterades med luxlampa 1908. 1945 blev fyren eldriven och fick en 1000 watt-lampa. Den blev automatiserad 1967. Numera är originallinsen utbytt mot en modernare lins tillverkad av AGA, och lysvidden är sänkt då belysningen är en 60 watt-lampa.

## Bildgalleri

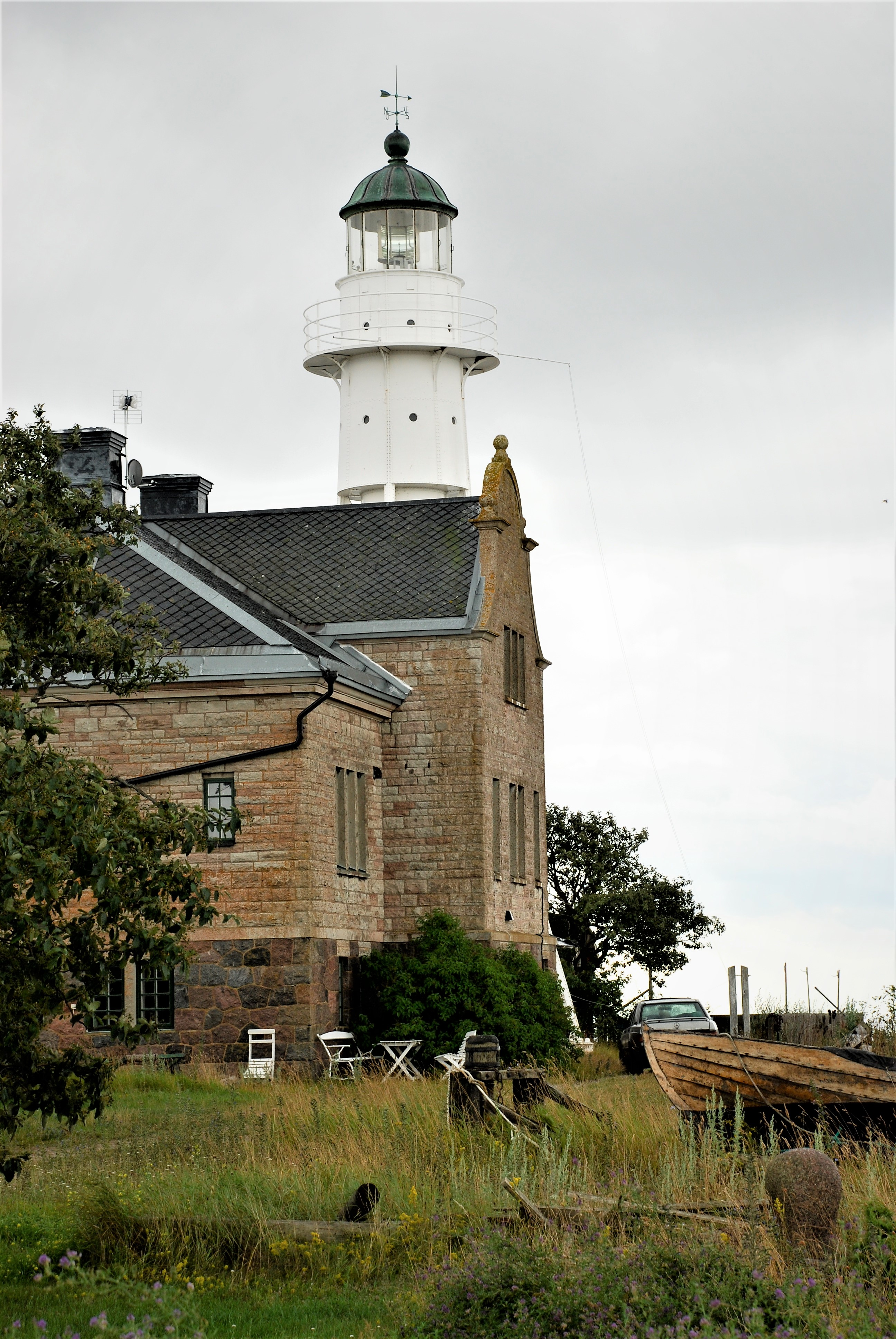
Fyrvaktarbostaden
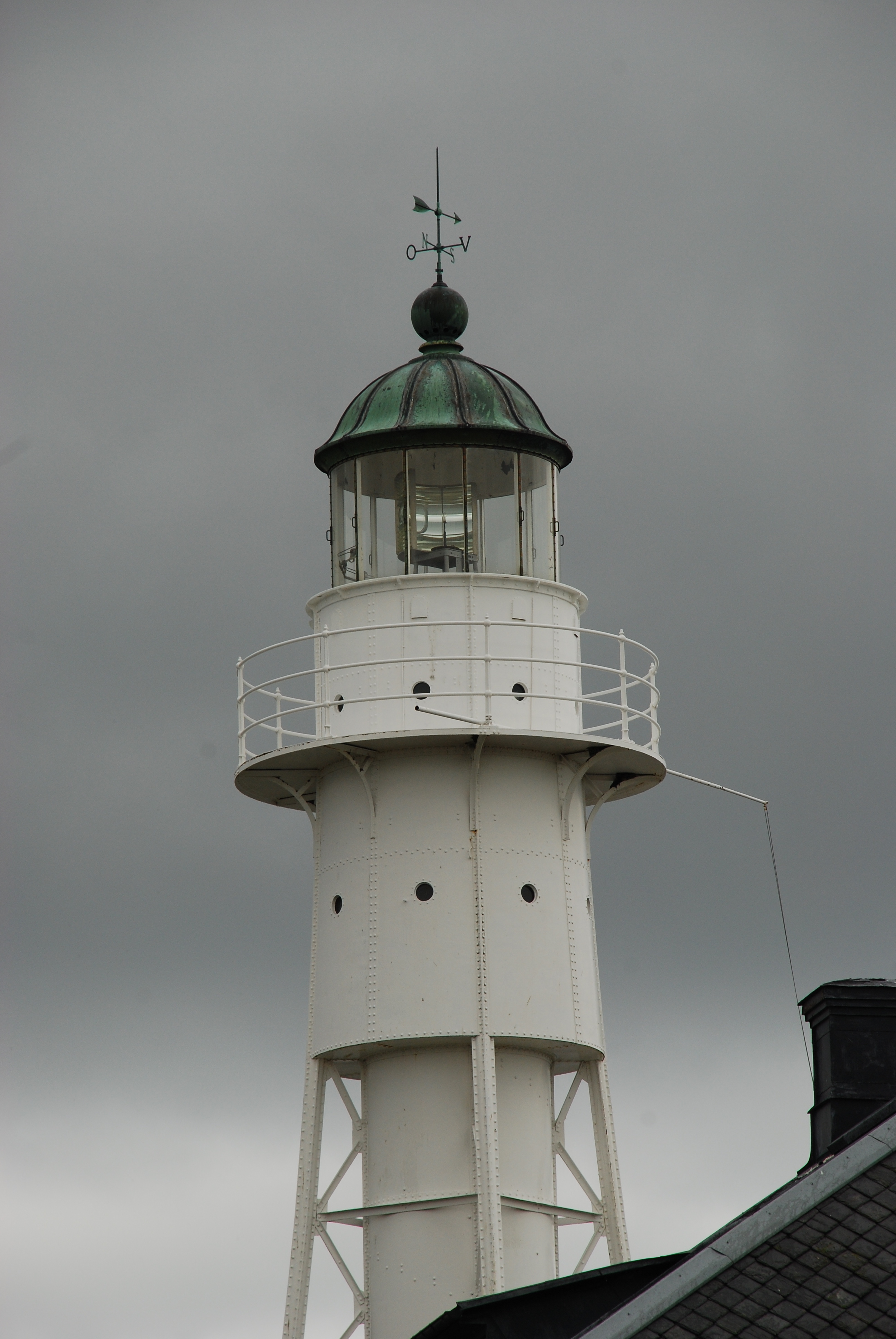
Närbild på lanterninen